# Milivoj Dežman
Milivoj Dežman (pseudonim Ivanov) (Zagreb, 30. kolovoza 1873. – Zagreb, 24. lipnja 1940.) bio je hrvatski liječnik, književnik, publicist i političar. 
Pod pseudonimom Ivanov, koji je uzeo prema ocu Ivanu Dežmanu, istakao se kao jedna od ključnih figura hrvatske moderne kao glavni ideolog Bečke skupine. Bio je predsjednik Društva hrvatskih književnika, predsjednik P.E.N.-kluba u Zagrebu, urednik „Vijenca” i član JAZU-a. Poznat je po ljubavnoj priči s glumicom Ljerkom Šram, za koju je sagradio lječilište Brestovac.
Njegov otac je Ivan Dežman, liječnik i književnik po kojem je nazvan Dežmanov prolaz u središtu Zagreba. Umro je nekoliko mjeseci nakon rođenja sina, pa je Milivoj bio štićenik Franje Račkoga i stipendist biskupa Strossmayera.

## Liječnički rad i Ljerka Šram
Medicinsko obrazovanje stekao je studirajući u Beču i Pragu (1891. - 1897.). Nakon povratka u Zagreb 1898. djelovao je kao specijalist za plućne bolesti te osnovao prvo hrvatsko lječilište za tuberkulozu Brestovac kraj Zagreba, kojim je upravljao od 1908. do 1920. godine. Lječilište Brestovac osnovao je zbog glumice Ljerke Šram. Bili su vršnjaci i odrasli su u istom dijelu Zagreba, očevi su im bili prijatelji. Za vrijeme studija zaljubio se u nju i razmjenjivali su ljubavna pisma, ali ona se ipak udala za drugoga. Njen muž Aleksandar Isaković otišao je nakon što je napravio pronevjeru u Prvoj hrvatskoj štedionici, a Milivoj Dežman je od tada brinuo o Ljerki Šram i njenom sinu makar se nikada nisu vjenčali. Za nju je 1901. godine dramatizirao Šenoino „Zlatarovo zlato”, kako bi ona glumila u toj predstavi. Kada je Ljerka oboljela od tuberkuloze liječio ju je u Brestovcu, gdje je i umrla na njegovim rukama. Prema njima nastao je musical „Lady Šram” Nine Škrabea i Arsena Dedića iz 1991. godine.

## Kulturni rad
U kulturnom životu ostavio je dubok trag kao jedan od utemeljitelja Društva hrvatskih književnika (1900.), kojemu je kasnije bio i predsjednik. Značajan doprinos dao je pokretanjem i uređivanjem vodećih modernističkih časopisa: „Mladosti” (1898), „Hrvatskog salona” (1898. -1899.) i „Života” (1900. - 1901.). S K. Š. Gjalskim uredio je posljednje godište „Vijenca” (1903.). Od 1906. do 1914. djelovao je kao urednik „Obzora”, a kasnije je obnašao dužnost ravnatelja grafičko-nakladnog zavoda „Tipografija” (1926. - 1934.). Bio je predsjednik P.E.N.-kluba u Zagrebu te član Jugoslavenske akademije znanosti i umjetnosti od 1928. u umjetničkom razredu.
Književno stvaralaštvo započeo je kao kritičar i autor modernističkih programa, zalažući se za slobodu umjetničkog izražavanja u tekstovima „O hrvatskim književnim prilikama” (1897.) i „Naše težnje” (1898.). Kao beletrist iskazao se zbirkom crtica „Protiv struje” (1903.), gdje dolazi do izražaja njegov impresionistički stil. Dramski opus uključuje: „Svršetak” (1897.) i „Kneginju Jelenu” (1901.), djela prožeta idejama modernog individualizma. 

## Politički rad
U političkom životu zastupao je ideje J. J. Strossmayera te je aktivno sudjelovao u radu Narodnog vijeća 1918. godine. S Ivanom Lorkovićem osnovao je Hrvatsku zajednicu. Nakon uvođenja šestosiječanjske diktature izradio je nacrt ustava i upućivao memorandume protiv diktatorskog režima. Značajan doprinos dao je organiziranju novinarske struke i pokretanju izgradnje  Novinarskog doma u Zagrebu. Obnašao je dužnost odjelnog predstojnika za socijalnu politiku u Pokrajinskoj vladi te načelnika Ministarstva socijalne politike.
Osim književnih i političkih tekstova, objavio je brojne stručne i popularne članke iz područja medicine, posebice o liječenju i suzbijanju tuberkuloze. 